# Kinesisk konst
I den kinesiska konsten har den kinesiska bildskriften haft en utomordentligt stor betydelse för kalligrafin och måleriet som i sin tur har styrt utvecklingen inom såväl keramik, arkitektur som konsthantverk. Den konstnärliga uttryckskraften som de kinesiska konstnärerna hittat i linjen har i landskapsmåleriet kombinerats med luftperspektiv; endast i den buddhistiska konsten har människokroppen haft en framträdande roll.
En av världens absolut äldsta existerande målningar är från den kinesiska Dadiwankulturen.